# Britta Steffen

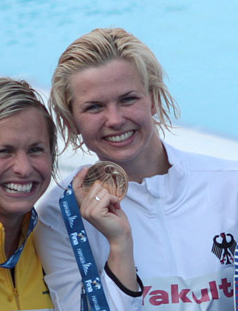
Britta Steffen amb la medalla d'or dels 100m lliures del Mundial 2009.

Britta Steffen (16 de novembre de 1983, Schwedt, Brandenburg) és una nedadora professinal retirada alemanya especialista en proves de velocitat. Va ser doble campiona olímpica dels 50 i dels 100 metres lliures en els Jocs de Pequín 2008, doble campiona mundial als Mundials de Roma 2009 i doble plusmarquista mundial a les mateixes proves. L'any 2016 Cate Campbell va superar el seu rècord dels 100 metres.

## Biografia
L'any 1999 va guanyar sis medalles d'or en els Campionats d'Europa Junior. En aquest moment es va convertir en la gran promesa de la natació alemanya.
No obstant això, als anys següents no va respondre a les expectatives. Va participar en els Jocs Olímpics de Sydney 2000 i d'Atenes 2004, però només en proves de relleus i només en les eliminatòries, no en les finals.
Després dels Jocs d'Atenes va estar allunyada de les piscines i es va prendre un temps de reflexió. Va decidir canviar la seva mentalitat i el seu mètode d'entrenament, sota la direcció del seu entrenador Norbert Warnatzsch.
Durant el campionat mundial de natació de Roma, el 31 de juliol de 2009, va aconseguir una nova marca mundial en els 100 metres lliures al cronometrar 52,07 segons, millorant la prèvia marca de 52,22 segons feta per ella mateixa quatre dies abans. També va aconseguir uns nova marca mundial a la final dels 50 metres lliures el 2 d'agost de 2009 al cronometrar 23,73 segons.
A més de ser nedadora, Steffen va estudiar enginyeria i resideix habitualment a Berlín.

## Budapest 2006
La seva consagració va arribar en els Campionats Europeus de Budapest a 2006, on va guanyar quatre medalles d'or (50 i 100 m lliures, i relleus 4x100 i 4x200 m lliures) i una de plata (4x100 m estils), batent a més, tres nous rècords del món.
El 31 de juliol va guanyar l'or amb l'equip alemany de relleus 4x100 m lliures al costat de Petra Dallmann, Daniela Goetz i Annika Liebs amb 3:35,22, un nou rècord mundial que batia l'anterior en poder de les australianes des d'Atenes 2004. A més en aquesta carrera Steffen va fer la posta més ràpida de la història amb 52,66.
El 2 d'agost es va proclamar campiona europea dels 100 m lliures amb 53,30, rebaixant en 12 centèsimes el rècord mundial anterior de l'australiana Libby Lenton.
El 3 d'agost de nou va guanyar l'or en els relleus 4x200 m lliures al costat dels seus compatriotes Petra Dallmann, Daniela Samulski i Annika Liebs, amb 7:50,82, gairebé tres segons menys que el rècord anterior en poder dels Estats Units des d'Atenes 2004.
Finalment, el 6 d'agost va guanyar l'or dels 50 m lliures amb una marca de 24,72 i a més una plata amb l'equip alemany de 4x100 m estils, només superades per Gran Bretanya.

## Melbourne 2007
En els Campionats Mundials de Melbourne 2007 va aconseguir la medalla de bronze en els 100 m lliures 53,74 sent superada per l'australiana Libby Lenton (53,40) i per l'holandesa Marleen Veldhuis (53,70). També va guanyar la medalla de plata amb l'equip alemany de relleus 4x200 m lliures que van acabar per darrere dels Estats Units.

## Pequín 2008
En els Jocs Olímpics de Pequín 2008, Brita Steffen partia com una de les grans favorites en la prova dels 100 m lliures, al costat de l'australiana i vigent plusmarquista mundial Libby Trickett (de soltera Lenton). A la final celebrada a 15 d'agost, Trickett va fer una gran sortida i va passar en primera posició pels primers 50 metres, mentre que Steffen era vuitena i última a gairebé un segon de l'australiana. No obstant això en l'últim llarg Steffen va fer una espectacular remuntada i va acabar emportant-se la medalla d'or amb una marca de 53,12 nou record olímpic i europeu. Libby Trickett es va portar la medalla de plata amb 53,16 i la nord-americana Natalie Coughlin el bronze amb 53,39.
Posteriorment va guanyar l'or en la prova de 50 metres lliures després d'una altra espectacular remuntada, imposant-se sobre Dara Torres dels Estats Units per 0,01 segons amb un temps de 24,06 segons.

## Roma 2009
Al Campionat Mundial de Natació de 2009 celebrat a Roma (Itàlia) va aconseguir el seu primer campionat del món en els 100 metres lliures amb un nou rècord del món de 52,07 També va obtenir la medalla de plata en el relleu 4 x 100 lliure com a part de l'equip alemany integrat a més per Daniela Samulski, Petra Dallmann i Daniela Schreiber, i medalla de bronze en el relleu 4 x 100 combinat integrat a més per Daniela Samulski, Annika Mehlhorn i Sarah Poewe. L'últim dia de la competició es va imposar en la prova dels 50 metres lliures, establint un nou rècord mundial de 23,73 segons.